# Godfred Magnuson de Man
Pour les articles homonymes, voir Magnuson.
Godred VI (ou Guðrøðr Magnússon) a été roi de l'île de Man quelques mois en 1275. Il était le fils et l'héritier du roi Magnus III et de son épouse, Marie d'Argyll.

## Biographie
Le royaume de son père avait été annexé à sa mort, en 1265. Une dizaine d'années plus tard, Godred tenta de rendre le trône de Man à sa famille mais il échoua.
Alexandre III d'Écosse avait engagé des hostilités qui se terminèrent par la défaite totale de la flotte norvégienne à Largs en 1263. Magnus III, roi des Man et des Îles, dont le règne dura de 1252 à 1265, qui avait affronté les forces norvégiennes, dut abandonner toutes les îles sur lesquelles il avait régné, hormis l'île de Man, pour laquelle il dut prêter hommage à Alexandre. Deux ans plus tard, Magnus mourut  et, en 1266, le roi Magnus VI de Norvège céda les îles (Man comprise) à l'Écosse à l'occasion du traité de Perth pour la somme de 4 000 marks (on disait « merks » en Écosse) plus une annuité de 100 marks. Mais la domination écossaise sur l'île de Man ne fut pas solidement établie avant 1275, lorsque les Mannois furent vaincus à la bataille du Ronaldsway, près de Castletown, au cours de laquelle Godred perdit la vie